# Exercițiul militar NATO „Able Archer”

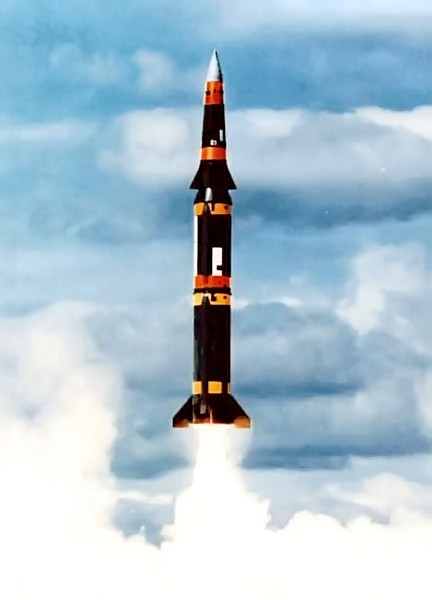
Rachetă intercontinentală Pershing II

Exercițiul militar NATO „Able Archer” a fost un exercițiu militar NATO de zece zile, care a început la data de 2 noiembrie 1983.
Acest moment al Războiului Rece, deși pare obscur la prima vedere, este considerat de mai mulți istorici, în care după criza rachetelor cubaneze din 1962 lumea a fost cel mai aproape de un război atomic.
Centrul exercițiului militar care implica toată Europa de vest era sediul NATO din Belgia de la Casteau, aflat la nord de Mons. Exercițiul militar Able Archer simula un moment de conflict care se escalada, și care culmina prin utilizarea armelor nucleare. Exercițiul militar din 1983 avea și unele elemente, care nu au fost anterior niciodată exersate, cum au fost: transmisiuni radio codate, tăcere în comunicațiile radio, participarea șefilor de stat și o alarmare nucleară de tip DEFCON 1.
Natura realistă a exercițiului, combinat cu deteriorarea relațiilor dintre SUA și URSS, cu sosirea rachetelor nucleare Pershing II în Europa, a lăsat pe membrii Biroului politic al Comitetului Central al Partidului Comunist al Uniunii Sovietice să creadă că Exercițiul militar NATO „Able Archer” este de fapt un truc, care de fapt este menit să pregătească o lovitură nucleară primară.
Ca răspuns sovieticii și-au alertat forțele nucleare plasate în Germania de Est și Polonia.
Serviciile de informații britanice au informat guvernul condus de Margaret Thatcher despre situația-limită în care s-a aflat lumea din cauza confuziei create. Ca urmare, Thatcher a ordonat mai multor oficiali britanici să facă lobby la Washington pentru ca americanii să se asigure că o astfel de greșeală nu se va mai repeta vreodată. Regina Elisabeta a II-a își pregătise un discurs în care-și anunța supușii că a izbucnit cel de-al Treilea Război Mondial, iar conflictul este de data aceasta unul nuclear și îi îndemna pe britanici să se roage și să rămână uniți și fermi în fața „nebuniei” unui război nuclear.
Pericolul unui război nuclear a dispărut subit în data de 11 noiembrie 1983, odată cu terminarea exercițiilor militare.

## Antecedente

#### Operațiunea RYAN
Cel mai important element care a făcut ca operațiunea Able Archer să devină atât de periculoasă a avut loc cu doi ani mai devreme. În mai 1981 în fața unor ofițeri de rang înalt și politicieni sovietici, Secretarul General Leonid Brejnev și președintele KGB Iuri Andropov au anunțat că SUA în secret pregătește un atac nuclear împotriva Uniunii Sovietice. Pentru a reduce amenințarea, Andropov a anunțat că KGB-ul și GRU începe Operațiunea RYAN (în limba rusă  РЯН-Ракетное Ядерное Нападение - Atac Nuclear cu Rachete). Operațiunea  Ryan a fost acțiunea cea mai mare și mai  cuprinzătoare de culegere de informații pe timp de pace din istoria sovietică. Agenți de peste hotare au fost însărcinați cu monitorizarea persoanelor care ar fi putut decide lansarea unui atac nuclear, și personalul de serviciu și tehnic, care ar pune în aplicare atacul, precum și facilitățile de la care ar porni atacul. După toate probabilitățile, scopul operației Ryan a fost de a descoperi intenția unui prim un atac nuclear și apoi adoptarea unor măsuri preemptive.
Motivele precise care au condus la Operațiunea RYAN sunt încă necunoscute și astăzi. După opinia disidentului KGB cu rangul cel mai mare Oleg Gordievski „paranoia sovietică” și „retorica lui Reagan” se susțineau reciproc.
Gordievski era de părere că Brejnev și Andropov erau „comuniști de modă veche, ușor influențabili....de dogme comuniste”, care credeau că Ronald Reagan va apăsa butonul nuclear și va arunca Uniunea Sovietică în „groapa de gunoi a istoriei”.
Benjamin B. Fischer, istoric la CIA a precizat câteva motive care probabil au condus la Operațiunea RYAN, dintre care prima fiind Operațiunile psihologice (PSYOP), care au început imediat după ce președintele american Ronald Reagan și-a început mandatul.

#### Operațiunile psihologice (PSYOP)

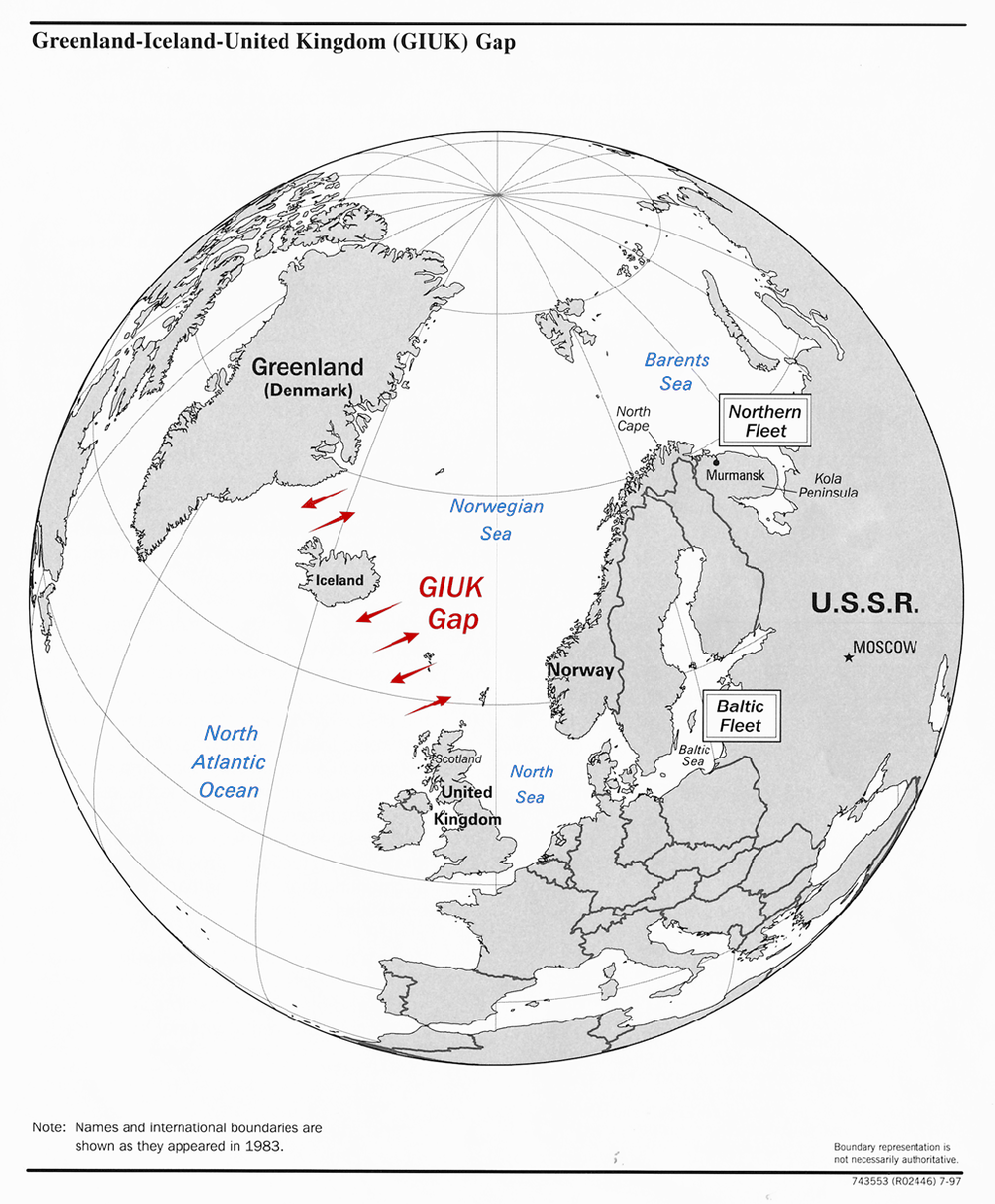
GIUK Gap-uri în Atlanticul de Nord.

Operațiunile psihologice au început la mijlocul lunii februarie 1981 și au continuat fără întrerupere până în 1983. Operațiunile erau o serie de operațiuni navale clandestine cu submarine atomice care acționau în GIUK Gap-urile (spații maritime penetrabile) din apele de lângă  Groenlanda-Islanda-Marea Britanie și în Marea Neagră, Marea Barents (care era considerată de sovietici „marea lor proprie”, Marea Norvegiei și Marea Baltică. Manevrele aveau ca scop să demonstreze cât de aproape se pot furișa forțele NATO de baze sovietice importante. Bombardierele americane zburau direct spre spațiul aerian sovietic și se întorceau doar în ultima clipă, uneori făcând aceste manevre săptămânal de mai multe ori. Aceste atacuri simulate pe de o parte dădeau informații importante despre pregătirea și capacitatea de reacție a sovieticilor, iar pe de altă parte făceau o demonstrație a capacităților de atac nuclear ale americanilor.
"Îi enervam foarte tare," își amintește fostul secretar de stat Dr. William Schneider, care a văzut „rapoartele secrete după acțiuni” despre zboruri. „Sovieticii nu pricepeau ce înseamnă toate acestea. Escadrile întregi zburau drept spre spațiul aerian sovietic, sovieticii ne prindeau cu radare, alarmau unitățile, ca apoi în ultimul minut escadrilele noastre să se întoarcă."
În aprilie Marina Militară a SUA a ținut cel mai mare exercițiu naval în Pacificul de Nord sub numele de FleetEx '83.
Forțele formate din aproximativ 40 nave, 300 de avioane și 23.000 militari a fost (discutabil) cea mai mare armadă adunată după cel de-al Doilea Război Mondial. Această armadă provoca flota sovietică să reacționeze, permițând spionajului militar american să culeagă informații despre caracteristicile radarelor sovietice, ale avioanelor și manevrelor tactice.